# سلطان‌محمد گنابادی
سلطان محمّد بیچاره بیدختی گنابادی، ملقّب به سلطانعلیشاه (۱۲۵۱ – ۱۳۲۷ ه‍.ق)، فرزند (ملاّ) حیدر محمّد، اهل بیدخت گناباد، و قطب سی و چهارم سلسله نعمت‌اللهی سلطان علیشاهی گنابادی است.

## کودکی
پدر او، حیدر محمد، در یکی از یورش‌هایی که ترکمن‌ها برای چپاول به گناباد آمده بودند، اسیر آن‌ها شده و پس از مدتی اسارت، با فدیه‌ای که اقوام وی، فرستاده بودند، آزاد گردیده و در مزرعه نوده سکونت اختیار نمود و در همان اوقات، از روی اتفاق، به حضور نورعلی شاه اول رسیده و به درویشی پرداخت. آن‌گاه، در سال ۱۲۵۴ قمری، به قصد زیارت عتبات و دیدار حسین علیشاه و تجدید بیعت صوفیانه، به هندوستان سفر کرد؛ ولی دیگر از سفر باز نیامد و برای همیشه، مفقودالاثر شد.
فرزند وی، سلطان علی شاه، در ۲۸ جمادی الاولی سال ۱۲۵۱، زاده شده و در سه سالگی، از داشتن پدر، محروم گردید. او تا شش سالگی، تحت پرستاری مادر، پرورش یافته، آن‌گاه، مادرش وی را برای آموزش، به مکتب‌خانه برد.
گفته می‌شود که وی، در کمتر از شش ماه پس از آغاز تحصیل قادر به قرائت قرآن و خواندن کتاب نمود. پس از خواندن چند کتاب فارسی، به علت نداشتن بضاعت مالی، تحصیل را ترک کرده و به کمک برادر بزرگ خود، یعنی ملا محمد علی-که سرپرستی وی و مادرش را بر عهده داشت-، مشغول گردید و در راه امرار معاش، با برادر، همکاری می‌کرد؛ از جمله، گوسفندچرانی.
وی، تا هفده سالگی، همچنان برای ادامه زندگی، دستیار برادر بود تا اینکه اتفاقاً روزی به قصد دیدن خواهر خود، به روستای بیلند (در دو فرسخی بیدخت) رفت و گذار وی، به مدرسهٔ روستا افتاده و در بازگشت به بیدخت، به مادرش گفت که میل دارم بروم درس بخوانم. سرانجام مادر و برادر بزرگترش راضی می‌شوند تا وی به روستای بیلند رفته و مشغول تحصیل شود.

## تحصیل در گناباد
در مدت حضور در گناباد خراسان در علوم ظاهری دینی و فقه، اصول فقه، کلام و حکمت عالم گردید و در گناباد به شهرت ‌رسید.

## تحصیل در مشهد
تا هنگامی که توانست از علمای دینی گناباد، استفاده کند، بهره برد؛ آن‌گاه، برای کسب علم بیشتر، برای کسب اجازهٔ مسافرت، نزد مادر آمد؛ وی گفت: مسافرت، مستلزم مخارجی است که می‌دانی؛ ما بضاعت تأمین آن را نداریم.
هر چند سرانجام، در اثر اصرار، مادرش رضایت داده، و مبلغ هفت قِران پس‌اندازی که داشت، به وی داد. او پیاده، به مشهد رفت و در مدرسهٔ مشهور به مدرسه میرزا جعفر، به تحصیل، مشغول شد و علوم فقه و اصول و تفسیر و حدیث و رجال را در نزد استادان مدرسه فرا گرفت. وی، در مدت تحصیل، برای وارد نشدن فشار اقتصادی به برادرش، به کمترین خوراک، قناعت می‌کرد. وی، حتی از دریافت شهریهٔ طلبگی خودداری می‌کرد تا اینکه پولی که داشت، تمام شد و چند روزی را به سختی گذراند. خلاصه، وی، روند فراگیری علوم متداول حوزوی را، در مشهد، به پایان رساند.

## تحصیل در نزدملا هادی سبزواری
در همان ایّام، شنید که در سبزوار، حکیمی است به نام ملا هادی سبزواری، که در حکمت، سرآمد همتایانش بود. شوق دیدار با سبزواری، و تحصیل در زمینهٔ حکمت، وی را به سبزوار کشاند. مدتی، در خدمت سبزواری، به تحصیل حکمت، مشغول شد. خلاصه، در نزد سبزواری، حکمت مشاء و حکمت اشراق را آموخت و نیز، بر کتاب اسفار ملا صدرا، حاشیه نوشت. سپس، به عتبات (عراق)، سفر کرد و به تکمیل فراگیری علوم ظاهری دینی پرداخت و در بازگشت از عراق، در تهران، مجلس درسی تشکیل داد. بیشتر طلاب آنجا، چون وی را از استادان قبلی خود، عالم‌تر می‌بینند، گرد او جمع می‌شوند، به حدی که موجب حسد مدرّسان آنجا شده و تدریسش در زمینهٔ حکمت را بهانه قرار داده و به تهمت بابی‌گری متّهمش کردند که شدیدترین اتّهام، در آن دوره بود؛ به همین دلیل، وی، ناچار می‌شود که تهران را ترک کرده و دوباره، به نزد سبزواری برود و به بهره‌مندی از او، مشغول شود.

## بیعت بامحمد کاظم اصفهانی(سعادتعلیشاه)
سلطان محمد در سال ۱۲۸۰ قمری، در سبزوار، خدمت سعادت علیشاه-که با جمعی از مریدان و خوانین بختیاری عازم مشهد بود-در کاروان‌سرایی می‌رسد و جواب‌های اصفهانی به سؤالات او، در نظر وی، بسیار مورد پسند قرار می‌گیرد و پس از حرکت سعادت علیشاه از سبزوار، با اجازه استاد خود، یعنی ملا هادی سبزواری، به مشهد رفته و در آنجا، به وی می‌پیوندد.
اتفاقاً، در همین حین، فرستاده مادر وی از گناباد، برای بردنش به وطن، وارد مشهد می‌شود و بدین ترتیب او به گناباد رفته و با دختر علی بیدختی، یعنی مادر نور علی شاه دوم، ازدواج می‌کند.
آن‌گاه، برای دیدن سعادت علیشاه در سال ۱۲۸۰ عازم اصفهان گردید. سپس، به تصوف و پیروان سعادتعلیشاه می‌پیوندد. در اصفهان شب‌ها در حجرهٔ مدرسه، بیتوته کرده و روزها را در هم صحبتی با مرشدش می‌گذراند و پس از مدتی بهره بردن از وی، مرخصی یافته و به گناباد مراجعت کرده و در بیدخت، سکونت می‌کند. سپس، همسر خود را به منزل آورده و به شغل کشاورزی، اشتغال می‌ورزد.
تا سال ۱۲۸۴، پس از چهار روز از تولد فرزندش ملا علی نور علیشاه ثانی، به عراق رفته و بر طبق دستورهای طریقتی مرشدش، به تزکیه می‌پردازد و پس از آن، از سوی سعادت علی شاه، اجازهٔ جانشینی گرفته و به لقب طریقتی سلطان علیشاه، ملقب می‌شود و سپس، به دستگیری و هدایت مردم می‌پردازد. هم‌طریق وی، یعنی میرزا عبدالحسین نیز، در همان فرمان، به سمت معاونت با سلطان علی شاه، تعیین می‌شود که فرمان جانشینی سلطانعلیشاه و دلالت میرزا عبدالحسین، در یک ورقه، نوشته شده‌است.
سعادت علیشاه، سلطان علیشاه را امر به مراجعت وطن داد. پس از مراجعت، از چند جهت، دچار مشغله و گرفتاری گردید؛ از یک‌طرف، به علت فوت ملا علی، پدر عیالش-که امام جماعت محل بود-به علت نبودن فرزند وی در محل، به ناچار، مدتی، امامت جماعت را به عهده گرفت؛ از طرف دیگر، به دلیل فوت عیالش، رسیدگی به امور و پرستاری دو فرزند وی که از همسرش داشت، بر عهده شخص خودش قرار گرفت؛ از سویی دیگر، مراجعه اهل محل برای سؤالات و امور شرعی گرفتاری‌اش را بیشتر کرد و از جهتی دیگر، روی آوردن صوفیان از شهرهای دیگر به حضورش، و رسیدگی به امور ظاهری آن‌ها در روستایی که فاقد همه چیز بود و نیز، توجه به امور معنوی آن‌ها-که علت سوق آنان به نزدش بود-وی را سخت، مشغول کرد.
به تدریج، قصد مسافرتش، به عزم اقامت، بدل شده و برای همیشه، در گناباد ماند. پس از گذشت هفت سال از فوت همسر اولش، یعنی صبیه میرزا عبدالحسین ریابی، پیر دلیل و معاضدِ تعیین شده از طرف سعادت علیشاه را به حباله نکاح درآورد. سعادت علیشاه، پس از تعیین سلطان علیشاه به جانشینی خود، طالبان را کمتر دستگیری می‌کرد و آنان را اغلب، به گناباد به سوی وی می‌فرستاد، ولی او هم، رعایت ادب نموده و از دستگیری آن‌ها خودداری کرده و به سوی قطبشان برمی‌گرداند.

## جانشینی
هنگامی که سعادت علیشاه، در سال ۱۲۹۳ درگذشت، سلطان علیشاه، مستقلاً، بر مسند قطبیت نشست و به ترویج تصوّف پرداخت و در شعبان سال ۱۳۰۵ با چند نفر از مریدانش عازم سفر مکه شد و از حجاز به عتبات عالیات رفته و در عتبات، با عده‌ای از علمای بزرگ دینی، از جمله، زین العابدین مازندرانی و میزرا حسن شیرازی و …، ملاقات و صحبت کرد و در جمادی‌الثانی ۱۳۰۶ به وطن برگشت.
وی، دو برنامه روزانهٔ مرتب داشت، یکی، صبح، از اول آفتاب، و آن طبابت و رسیدگی به حال بیمارانی که از دور و نزدیک و حتی، از ۳۰–۴۰ فرسنگی، برای معالجه می‌آمدند و یکی هم، برنامه عصری بود که در حدود دو ساعت به غروب مانده، به مدرسه می‌رفت و تا غروب برای صوفیان و حاضران، مجلس درسی از تفسیر قرآن و اصول کافی، بر پا می‌کرد.
از این رو، در اثر حسد مخالفان تصوف و به اوج رسیدن دشمنی‌ها، به تحریک عده‌ای از دشمنان محلی و غیر محلی، چند نفر، در شنبه ۲۶ ربیع‌الاول ۱۳۲۷، هنگامی که در باغچهٔ منزل، مشغول وضو گرفتن بود، به وی، حمله‌ور شده و او را می‌کشند.
در این هنگام، سن وی، ۷۶ سال بود که ۳۴ سال آن، مستقلاً، به رهبری تصوف و به پرورش صوفیان اشتغال داشت. وی، در سال ۱۳۱۴، طبق دستخط صادره از خودش، فرزندش حاج ملا علی را به جانشینی خود، تعیین کرده و به لقب نورعلیشاه ثانی، ملقب نمود.

## همسران و فرزندان
سلطان محمد گنابادی، دو همسر داشت: همسر اولش، دختر (ملا) علی بیدختی بوده که از وی، دو فرزند داشت؛ اول، دختری به نام خاتون، دوم، جانشینش، یعنی (ملا) علی بیچاره بیدختی گنابادی، ملقب به لقب صوفیانه «نور علی شاه (دوم)». پس از فوت زن اولش، با دختر میرزا عبدالحسین (پیر دلیل)، ازدواج کرد که از آن هنگام تا کشته شدنش، دارای پنج فرزند شد: چهار دختر به نام‌های زبیده، زهرا، گوهر، کوکب، و یک پسر، به نام محمد باقر.

## تألیفات
- حواشی بر اسفار ملا صدرا؛
- تذهیب التهذیب (شرحی بر تهذیب المنطق سعد الدین تفتازانی)؛
- سعادت نامه، در بیان علم و شرافت آن؛
- مجمع السعادات، شرح عرفانی بعضی از احادیث دشوار اصول کافی؛
- ولایت نامه، در شرح و بیان احکام قلبی وامور مربوط به ولایت؛
- بشارة المومنین؛ و تنبیه النائمین
- تفسیر قرآنی به نام بیان السعادة فی مقامات العبادة؛
- شرح عربی بر کلمات قصار بابا طاهر عریان، موسوم به ایضاح، و شرح فارسی نیز، بر کلمات بابا طاهر، موسوم به توضیح، که همه به طبع رسیده‌اند.
- وجیزه‌ای در علم نحو (که منتشر نشده‌است).

کتابهایی که در عناوین آنها از کلمهٔ سعادت استفاده شده به دلیل اشاره به نام سعادت علیشاه پیر و مرشدش بوده‌است.

## پیوندهای مرتبط
1. تابنده گنابادی، سلطان حسین، نابغه علم و عرفان
2. مصوری، مهرداد، سلطان العرفا، قسمت اول کتاب

## جانشینان

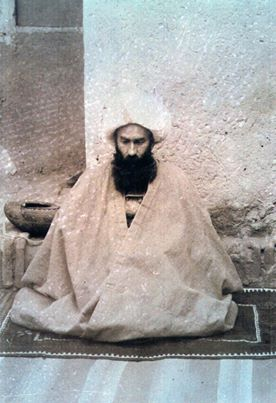
ملا علی بیچاره گنابادی(نورعلیشاه ثانی)
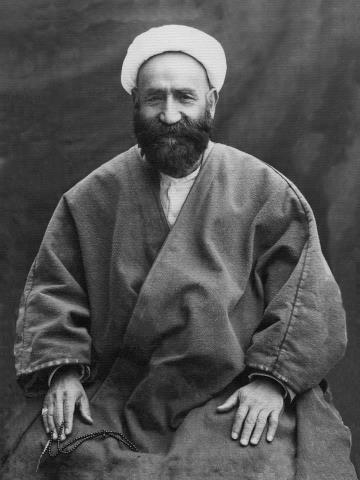
شیخ محمد حسن بیچاره بیدختی(صالح‌علیشاه)
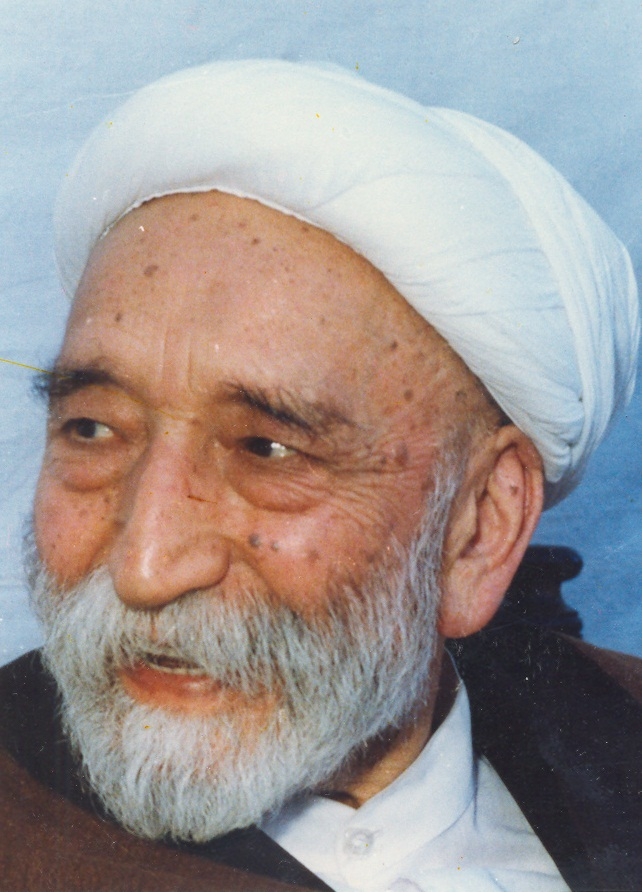
سلطانحسین تابنده(رضاعلیشاه ثانی)
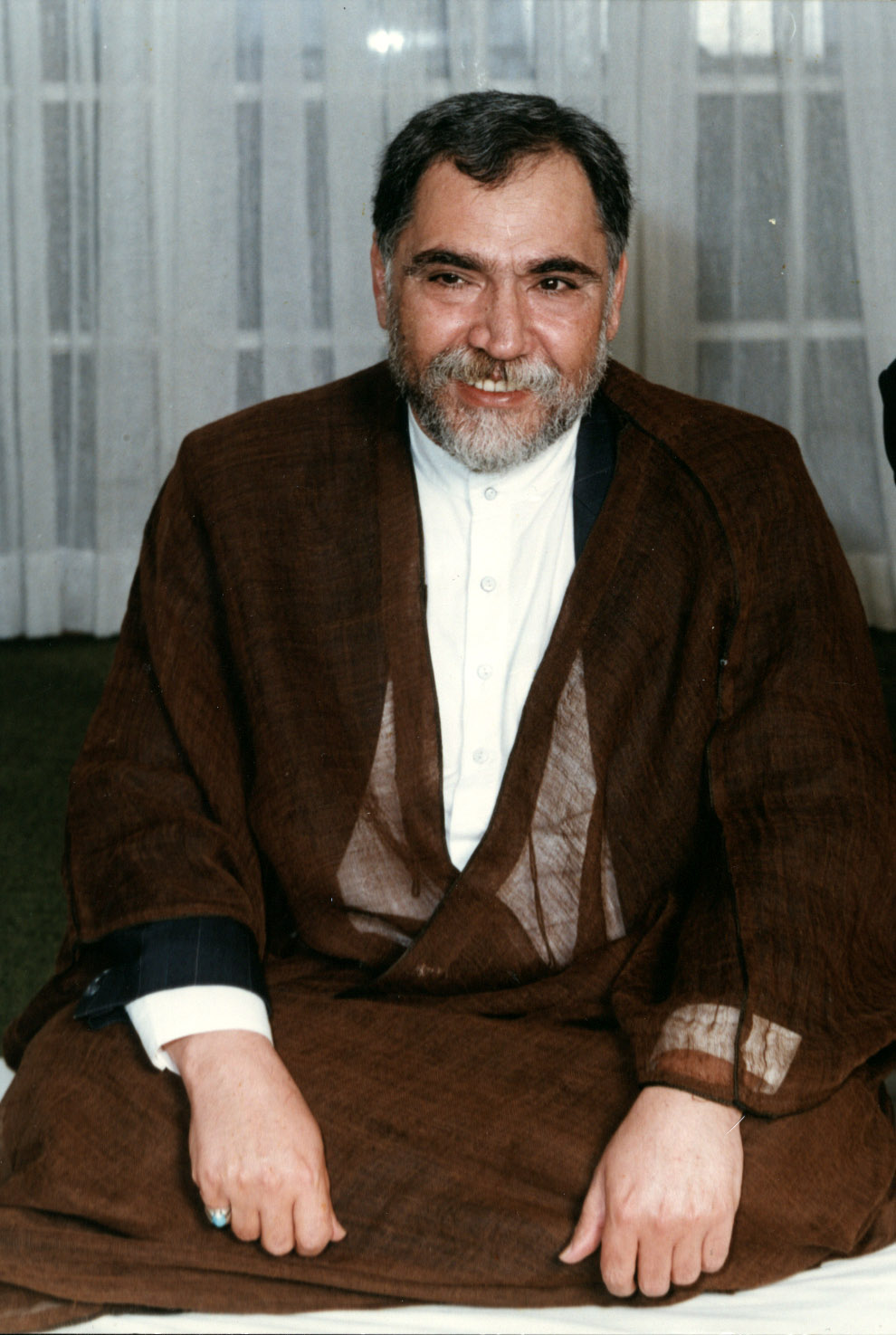
علی تابنده(محبوبعلیشاه)
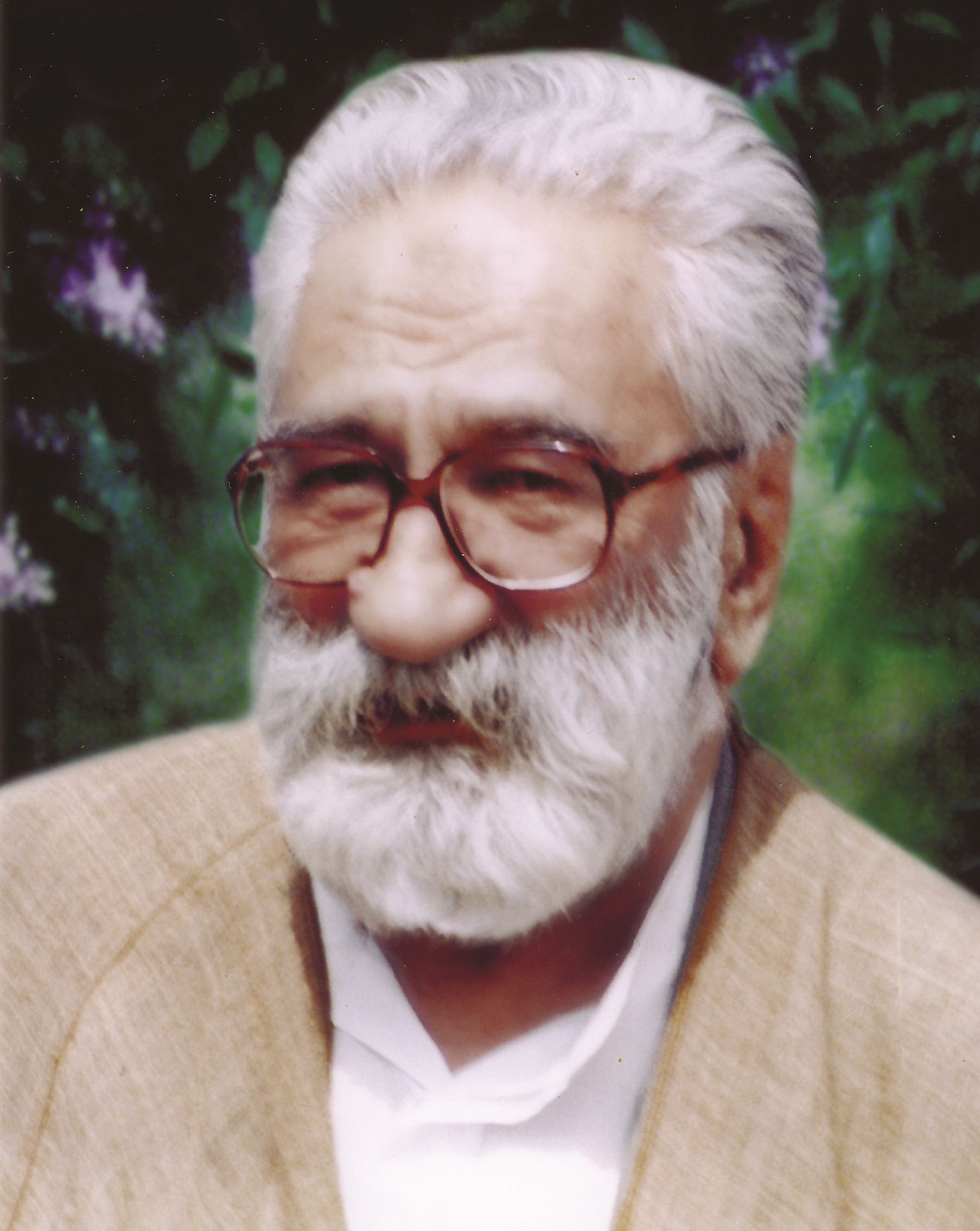
نورعلی تابنده(مجذوبعلیشاه)
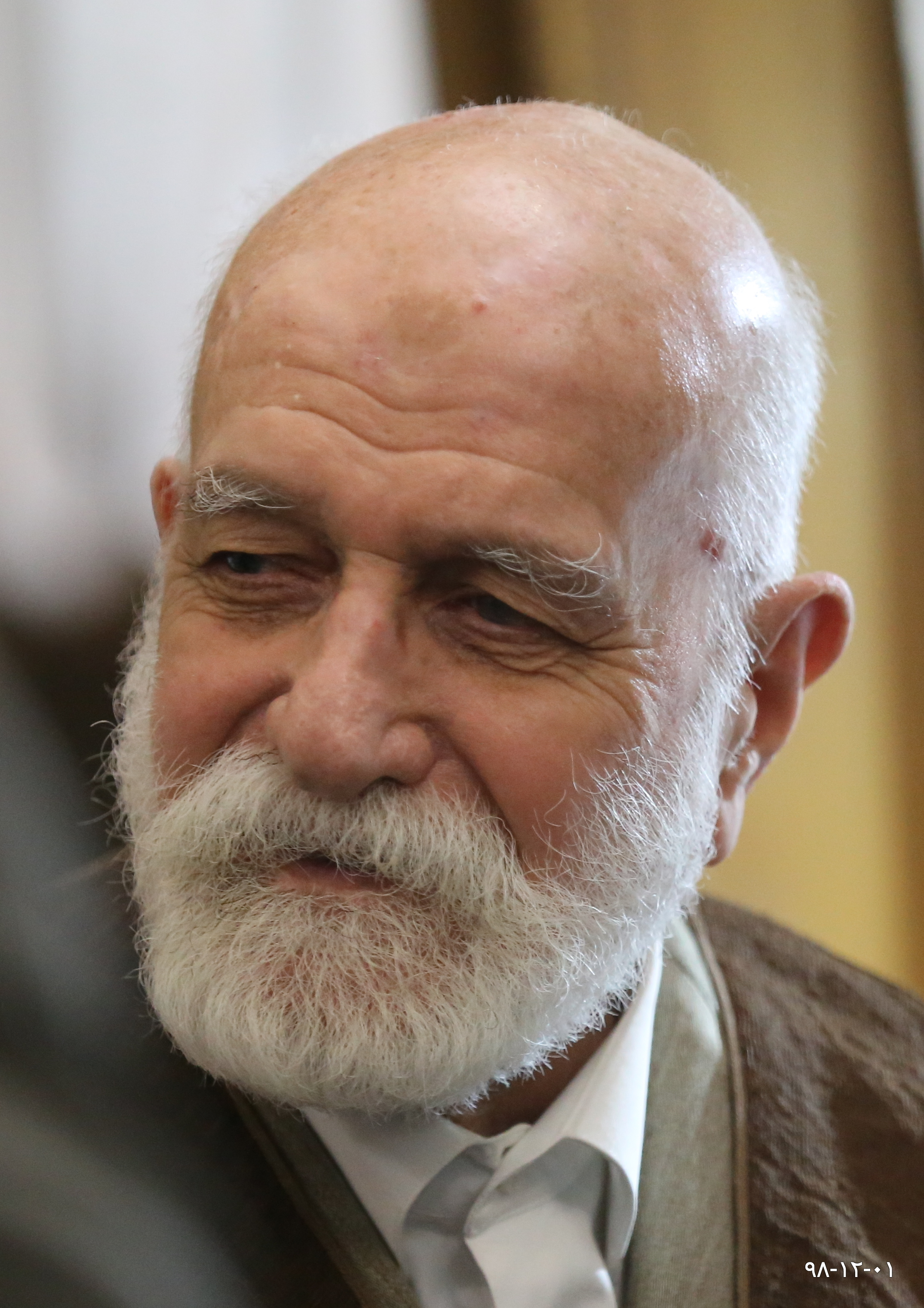
سیّد علیرضا جذبی اصفهانی(ثابت‌علیشاه)